# Antonio Buzzolla
Antonio Buzzolla (2. března 1815 Adria – 20. března 1871 Benátky) byl italský dirigent a hudební skladatel.

## Život
Narodil se do hudební rodiny, jeho otec Angelo byl kapelníkem v katedrále Santa Maria Assunta della Tomba v Adrii. Studoval v Benátkách a v roce 1831 se stal flétnistou (později houslistou) orchestru divadla Teatro La Fenice. Brzy začal komponovat opery a melodramata. 3. prosince 1836 úspěšně debutoval v divadle Teatro San Benedetto operou Ferramondo. Následujícího roku odešel do Neapole a pokračoval ve studiu na konzervatoři Conservatorio di San Pietro a Majella u Gaetana Donizettiho a Saveria Mercadante. Zde začal také skládat písně v benátském nářečí, které ho později proslavily.
Po návratu do Benátek, uvedl v divadle Teatro La Fenice v roce 1841 operu Mastino I della Scala a o rok později operu Gli Avventurieri. V témže roce zkomponoval také první velké sakrální dílo: Messa a quattro parti e piena orchestra.
V roce 1843 se stal dirigentem italské opery v Berlíně a později dvorním vychovatelem synů pruského krále Fridricha Viléma IV. Pak působil v Drážďanech, v Polsku, v Rusku a konečně v roce 1846 byl ředitelem Comédie-Italienne v Paříži.
V následujícím roce se vrátil natrvalo do Benátek, kde dirigoval své Requiem v bazilice sv. Marka a poté 24. února 1848 v La Fenice premiéru opery Hamlet. Po představení opery Elisabetta di Valois 16. února 1850 ukončil kariéru operního skladatele a nadále se věnoval pouze církevní hudbě. V roce 1855 přijal funkci hlavního ředitele sboru v bazilice sv. Marka (Cappella Marciana) – nejprestižnějšího italského chrámového sboru vedle sboru Sixtinské kaple v Římě. Spolu s dalšími hudebníky založil v roce 1867 společnost "Società e Scuola Musicale Benedetto Marcello", instituci, která se později stala Konzervatoří Benedetta Marcella.
V roce 1868 ho Giuseppe Verdi pozval k účasti na komponování Messa per Rossini, velkého Requiem, které mělo být provedeno na výročí úmrtí Gioacchina Rossiniho dne 14. listopadu 1869 v bazilice San Petronio v Bologni. Buzzolla složil Introit a Kyrie, mše však byla jako celek provedena až po více než stu letech, v roce 1988.
Antonio Buzzola zemřel v Benátkách 20. března 1871 ve věku 56 let. Jeho jméno nese konzervatoř v Adrii (Conservatorio Statale di Musica “Antonio Buzzolla” di Adria).

## Dílo

### Chrámové skladby
- Messa a quattro parti e piena orchestra
- Requiem a quattro
- Requiem aeternam e Kyrie della Messa per Rossini
- Miserere a tre voci
- další skladby pro Cappella Marciana

### Klavírní skladby
- Sonata in mi bemolle maggiore, Op. 1
- Sonata in sol maggiore
- Marziale in do maggiore
- Notturno in fa minore
- Due valzer

### Opery
- Ferramondo (Benátky, Teatro San Benedetto, 1836)
- Mastino I° della Scala (Giovanni Fontebasso, Benátky, Teatro La Fenice, 1841)
- Gli Avventurieri (Felice Romani, Benátky, Teatro La Fenice, 1842)
- Amleto (Giovanni Peruzzini, Benátky, Teatro La Fenice, 1848)
- Elisabetta di Valois (Francesco Maria Piave, Benátky, Teatro La Fenice, 1850)
- La puta onorata, (v benátském dialektu podle Goldoniho, nedokončeno)

### Písně
- Serate a Rialto, a una voce con accompagnamento di pianoforte
- Il gondoliere, raccolta di dodici ariette veneziane
- I giardinieri, duetto in veneziano
- La campana del tramonto
- La desolada
- La farfala
- Un baso in falo
- Un ziro in gondola
- Mi e ti
- El fresco
- El canto
- Cantata funebre dei caduti di Solferino e S. Martino